# Hranča
Hranča är ett samhälle i Bosnien och Hercegovina.   Det ligger i entiteten Republika Srpska, i den östra delen av landet, 80 km nordost om huvudstaden Sarajevo. Hranča ligger 224 meter över havet och antalet invånare är 371.
Terrängen runt Hranča är huvudsakligen kuperad. Hranča ligger nere i en dal. Närmaste större samhälle är Bratunac, 2,9 km öster om Hranča. 
Omgivningarna runt Hranča är en mosaik av jordbruksmark och naturlig växtlighet. Runt Hranča är det ganska tätbefolkat, med 67 invånare per kvadratkilometer.